# 그늘 (음반)
《그늘》은 가수 윤종신의 9집 정규 음반이다. 음반 발매일은 2001년 7월 6일에 발매되었다. 이 앨범은 윤종신의 다른 앨범들과 비교하면 전혀 다른 장르의 앨범이다. 기존의 앨범들은 윤종신의 발라드 풍의 노래가 대다수 혹은 전체를 차지하고 있었지만, 이 앨범은 전에는 그에게 들을 수 없었던 그의 복고풍 여름노래들이 수록이 되었다. 타이틀 곡은 〈그늘〉, 〈팥빙수〉이다.

## 수록곡
전체 작사: 윤종신
| #   | 제목                       | 작곡           | 편곡   | 재생 시간 |
| --- | -------------------------- | -------------- | ------ | --------- |
| 1.  | 그늘                       | 윤종신         | 박인영 |           |
| 2.  | 시원한 걸                  | 하림           | 하림   |           |
| 3.  | 팥빙수                     | 이규호         | 박용준 |           |
| 4.  | 고속도로 Romance           | 윤종신, 이근호 | 박용준 |           |
| 5.  | 해변 Mood Song (무드송)    | 윤종신, 이근호 | 박용준 |           |
| 6.  | 바다이야기                 | 윤종신, 이근호 | 박용준 |           |
| 7.  | 바캉스 매니아              | MGR            | MGR    |           |
| 8.  | Because I Love You         | 하림           | 하림   |           |
| 9.  | 수목원에서                 | 윤종신, 이근호 | 박용준 |           |
| 10. | 9월 (月)                   | 윤종신, 이근호 | 나원주 |           |
| 11. | 보고싶어서                 | 윤종신, 이근호 | 윤종신 |           |
| 12. | 보고싶어서 (Rainy Version) | 윤종신, 이근호 | 윤종신 |           |